# Diócesis de Coroico
La diócesis de Coroico (en latín: Dioecesis Coroicensis) es una circunscripción eclesiástica de la Iglesia católica en Bolivia. Se trata de una diócesis latina, sufragánea de la arquidiócesis de La Paz. Desde el 3 de diciembre de 2022 su obispo es Juan Carlos Huaygua Oropeza, de la Orden de Predicadores.

## Territorio y organización
La diócesis tiene 31 565 km² y extiende su jurisdicción sobre los fieles católicos de rito latino residentes 5 provincias del departamento de La Paz: Bautista Saavedra, Caranavi, Franz Tamayo, Larecaja y Nor Yungas.
La sede de la diócesis se encuentra en la ciudad de Coroico, en donde se halla la Catedral de San Pedro y San Pablo.
En 2021 en la diócesis existían 10 parroquias.

## Historia
La prelatura territorial de Coroico fue erigida el 7 de noviembre de 1958 con la bula Ex quo die del papa Juan XXIII, obteniendo el territorio de la arquidiócesis de La Paz.
El 28 de julio de 1983 la prelatura territorial fue elevada a diócesis con la bula Cum constet del papa Juan Pablo II.

## Estadísticas
Según el Anuario Pontificio 2022 la diócesis tenía a fines de 2021 un total de 186 520 fieles bautizados.
| Año                                                                             | Población | Población | Población      | Sacerdotes | Sacerdotes | Sacerdotes | Católicos por sacerdote | Diáconos permanentes | Religiosos | Religiosos | Parroquias y cuasiparroquias |
| Año                                                                             | Católicos | Total     | % de católicos | Total      | Diocesanos | Regulares  | Católicos por sacerdote | Diáconos permanentes | Masculinos | Femeninos  | Parroquias y cuasiparroquias |
| ------------------------------------------------------------------------------- | --------- | --------- | -------------- | ---------- | ---------- | ---------- | ----------------------- | -------------------- | ---------- | ---------- | ---------------------------- |
| 1966                                                                            | 148 500   | 150 000   | 99.0           | 24         | 3          | 21         | 6187                    |                      | 28         | 63         | 9                            |
| 1970                                                                            | 148 000   | 150 000   | 98.7           | 18         | 3          | 15         | 8222                    |                      | 23         | 55         | 9                            |
| 1976                                                                            | 148 000   | 150 000   | 98.7           | 14         | 1          | 13         | 10 571                  |                      | 23         | 49         | 18                           |
| 1980                                                                            | 160 900   | 163 000   | 98.7           | 19         | 1          | 18         | 8468                    | 1                    | 25         | 56         | 8                            |
| 1990                                                                            | 204 000   | 210 000   | 97.1           | 17         | 6          | 11         | 12 000                  | 2                    | 15         | 53         | 8                            |
| 1999                                                                            | 159 630   | 179 360   | 89.0           | 18         | 15         | 3          | 8868                    | 5                    | 3          | 32         | 8                            |
| 2000                                                                            | 165 237   | 183 425   | 90.1           | 15         | 13         | 2          | 11 015                  | 5                    | 2          | 32         | 8                            |
| 2001                                                                            | 167 943   | 186 975   | 89.8           | 19         | 15         | 4          | 8839                    | 5                    | 4          | 31         | 8                            |
| 2002                                                                            | 148 350   | 161 549   | 91.8           | 20         | 16         | 4          | 7417                    | 5                    | 7          | 34         | 8                            |
| 2003                                                                            | 153 220   | 170 383   | 89.9           | 23         | 19         | 4          | 6661                    | 5                    | 7          | 33         | 8                            |
| 2004                                                                            | 165 237   | 186 975   | 88.4           | 22         | 20         | 2          | 7510                    | 5                    | 7          | 46         | 8                            |
| 2006                                                                            | 171 000   | 193 600   | 88.3           | 23         | 21         | 2          | 7434                    | 6                    | 2          | 44         | 8                            |
| 2013                                                                            | 196 300   | 221 000   | 88.8           | 31         | 30         | 1          | 6332                    | 6                    | 1          | 33         | 10                           |
| 2016                                                                            | 173 215   | 218 215   | 79.4           | 30         | 29         | 1          | 5773                    | 4                    | 1          | 34         | 10                           |
| 2019                                                                            | 180 900   | 227 900   | 79.4           | 32         | 32         |            | 5653                    |                      |            | 35         | 10                           |
| 2021                                                                            | 186 520   | 235 130   | 79.3           | 31         | 31         |            | 6016                    | 2                    |            | 23         | 10                           |
| Fuente: Catholic-Hierarchy, que a su vez toma los datos del Anuario Pontificio. |           |           |                |            |            |            |                         |                      |            |            |                              |

## Episcopologio
- Tomás Roberto Manning, O.F.M. † (21 de abril de 1959-9 de octubre de 1996 renunció)
- Juan Vargas Aruquipa (20 de agosto de 1997-3 de diciembre de 2022 retirado)
- Juan Carlos Huaygua Oropeza, O.P., desde el 3 de diciembre de 2022